# ハイチ関係記事の一覧
ハイチ関係記事の一覧（ハイチかんけいきじのいちらん）
ハイチ関係記事の一覧。ハイチ出身の人物についてはハイチ人の一覧を参照。

## あ行
- アメリカ州
- アラブ系ハイチ人
- アラワク人
- イスパニョーラ島
- ウィンドワード海峡
- オリンピックにおけるハイチ（英語版）

## か行
- キャッサバ
- 軍隊を保有していない国家の一覧

## さ行
- ジャマイカ海峡
- 自由黒人
- スタッド・シルヴィオ・カトール（英語版、フランス語版） -  ポルトープランスに在る多目的スタジアム。英語読みではシルビオ・ケーター・スタジアムとなる。現在[いつ?]、サッカーの試合に使用されており、それに特化する形で敷地が人工芝に覆われている

## た行
- タイノ人
- ドミニカ共和国

## は行
- ハイチ語
- ハイチにおけるコーヒー生産
- ハイチのサッカークラブの一覧（英語版）
- ハイチの世界遺産
- ハイチの鉄道
- ハイチのメディア（英語版）
- ハイチ文学
- ハイチ料理
- ポルトープランス - 首都

## ま行
- ムラート

## や行
- ヤムイモ

## ら行
- ラテンアメリカ
  - ラテンアメリカにおけるエチケット（英語版）

## 英記号・数字
- 1924年パリオリンピック
- 1928年アムステルダムオリンピック